# Cestrum colombianum
Cestrum colombianum är en potatisväxtart som beskrevs av Francey. Cestrum colombianum ingår i släktet Cestrum och familjen potatisväxter. Inga underarter finns listade i Catalogue of Life.